# Liste der Nummer-eins-Hits in Irland (2015)
Dies ist eine Liste der Nummer-eins-Hits in Irland im Jahr 2015. Sie basiert auf den offiziellen Top 100 der irischen Single- und Albumcharts, die im Auftrag der Irish Recorded Music Association (IRMA) erstellt werden.

## Singles
| ← 2014 ← | Liste der Nummer-eins-Hits in Irland | Liste der Nummer-eins-Hits in Irland | Liste der Nummer-eins-Hits in Irland | 2016 → |
| \| Zeitraum \| Wo. ges. \| Interpret \| Titel Autor(en) \| Zusätzliche Informationen \| \| (Zeitraum, Wochen auf Platz eins, Interpret, Titel, Autor[en], zusätzliche Informationen) \| \| \| \| \| \| ----------------------------------------------------------------------------------------- \| -------- \| ------------------------------------ \| ---------------------------------------------------------------------------------------------------------------------------------------------------- \| ------------------------------------------------------------------------------------------------------------------------- \| \| 19. Dezember 2014 – 5. Februar 2015 7 Wochen \| 7 \| Mark Ronson feat. Bruno Mars \| Uptown Funk! Mark Ronson, Jeff Bhasker, Bruno Mars, Philip Lawrence \| – \| \| 6. Februar 2015 – 19. März 2015 6 Wochen \| 6 \| Ellie Goulding \| Love Me like You Do Max Martin, Savan Kotecha, Ali Payami, Tove Nilsson, Ilya Salmanzadeh \| – \| \| 20. März 2015 – 26. März 2015 1 Woche \| 1 \| Rihanna, Kanye West & Paul McCartney \| Four Five Seconds Kanye West, Paul McCartney, Kirby Lauryen, Mike Dean, Tyrone Griffin, Dave Longstreth, Dallas Austin, Elon Rutberg, Noah Goldstein \| – \| \| 27. März 2015 – 2. April 2015 1 Woche \| 1 \| James Bay \| Hold Back the River Iain Archer, James Bay \| – \| \| 3. April 2015 – 9. April 2015 1 Woche \| 1 \| Hometown \| Cry for Help \| Mit dem zweiten Song bereits der zweite Nummer-eins-Hit für die irische Boygroup nach Where I Belong Ende letzten Jahres. \| \| 10. April 2015 – 16. April 2015 1 Woche (insgesamt 5) \| 5 \| Omi \| Cheerleader (Felix Jaehn Remix) Omar Samuel Pasley, Clifton Dillon, Mark Bradford, Ryan Dillon, Sly Dunbar \| – \| \| 17. April 2015 – 14. Mai 2015 4 Wochen \| 4 \| Wiz Khalifa feat. Charlie Puth \| See You Again Justin Franks, Cameron Thomaz, Andrew Cedar, Charles Puth \| – \| \| 15. Mai 2015 – 11. Juni 2015 4 Wochen (insgesamt 5) \| 5 \| Omi \| Cheerleader (Felix Jaehn Remix) Omar Samuel Pasley, Clifton Dillon, M. Bradford, R. Dillon \| – \| \| 12. Juni 2015 – 9. Juli 2015 4 Wochen \| 4 \| Major Lazer & DJ Snake feat. Mø \| Lean On Thomas Wesley Pentz, Karen Marie Ørsted, William Grigahcine, Philip Meckseper \| – \| \| 10. Juli 2015 – 6. August 2015 4 Wochen \| 4 \| Lost Frequencies \| Are You with Me Tommy Lee James, Shane McAnally, Terry McBride \| – \| \| 7. August 2015 – 13. August 2015 1 Woche \| 1 \| One Direction \| Drag Me Down John Ryan, Julian Bunetta, Jamie Scott \| – \| \| 14. August 2015 – 20. August 2015 1 Woche \| 1 \| Charlie Puth feat. Meghan Trainor \| Marvin Gaye Charlie Puth, Julie Frost, Jacob Elisha Luttrell, Nick Seeley \| – \| \| 21. August 2015 – 3. September 2015 2 Wochen \| 2 \| The Weeknd \| Can’t Feel My Face Max Martin, Savan Kotecha, Peter Svensson, Ali Payami, Abel Tesfaye \| – \| \| 4. September 2015 – 22. Oktober 2015 7 Wochen \| 7 \| Justin Bieber \| What Do You Mean? Jason Boyd, Mason Levy, Justin Bieber \| – \| \| 23. Oktober 2015 – 29. Oktober 2015 1 Woche \| 1 \| One Direction \| Perfect John Ryan, Julian Bunetta, Jacob Kasher, Harry Styles, Louis Tomlinson, Jesse Shatkin, Maureen Anne McDonald \| – \| \| 30. Oktober 2015 – 26. November 2015 4 Wochen \| 4 \| Adele \| Hello Greg Kurstin, Adele Adkins \| – \| \| 27. November 2015 – 10. Dezember 2015 2 Wochen \| 2 \| Justin Bieber \| Sorry Justin Bieber, Sonny Moore, Justin Tranter, Julia Michaels, Michael Tucker \| – \| \| 11. Dezember 2015 – 4. Februar 2016 8 Wochen \| 8 \| Justin Bieber \| Love Yourself Benjamin Levin, Justin Bieber, Ed Sheeran \| – \| |                                      |                                      | | |
| ← 2014 |                                      |                                      | | → 2016 → |
| Zeitraum | Wo. ges.                             | Interpret                            | Titel Autor(en) | Zusätzliche Informationen                                                                                                 |
| (Zeitraum, Wochen auf Platz eins, Interpret, Titel, Autor[en], zusätzliche Informationen) |                                      |                                      | | |
| 19. Dezember 2014 – 5. Februar 2015 7 Wochen | 7                                    | Mark Ronson feat. Bruno Mars         | Uptown Funk! Mark Ronson, Jeff Bhasker, Bruno Mars, Philip Lawrence                                                                                  | – |
| 6. Februar 2015 – 19. März 2015 6 Wochen | 6                                    | Ellie Goulding                       | Love Me like You Do Max Martin, Savan Kotecha, Ali Payami, Tove Nilsson, Ilya Salmanzadeh                                                            | – |
| 20. März 2015 – 26. März 2015 1 Woche | 1                                    | Rihanna, Kanye West & Paul McCartney | Four Five Seconds Kanye West, Paul McCartney, Kirby Lauryen, Mike Dean, Tyrone Griffin, Dave Longstreth, Dallas Austin, Elon Rutberg, Noah Goldstein | – |
| 27. März 2015 – 2. April 2015 1 Woche | 1                                    | James Bay                            | Hold Back the River Iain Archer, James Bay | – |
| 3. April 2015 – 9. April 2015 1 Woche | 1                                    | Hometown                             | Cry for Help | Mit dem zweiten Song bereits der zweite Nummer-eins-Hit für die irische Boygroup nach Where I Belong Ende letzten Jahres. |
| 10. April 2015 – 16. April 2015 1 Woche (insgesamt 5) | 5                                    | Omi                                  | Cheerleader (Felix Jaehn Remix) Omar Samuel Pasley, Clifton Dillon, Mark Bradford, Ryan Dillon, Sly Dunbar                                           | – |
| 17. April 2015 – 14. Mai 2015 4 Wochen | 4                                    | Wiz Khalifa feat. Charlie Puth       | See You Again Justin Franks, Cameron Thomaz, Andrew Cedar, Charles Puth                                                                              | – |
| 15. Mai 2015 – 11. Juni 2015 4 Wochen (insgesamt 5) | 5                                    | Omi                                  | Cheerleader (Felix Jaehn Remix) Omar Samuel Pasley, Clifton Dillon, M. Bradford, R. Dillon                                                           | – |
| 12. Juni 2015 – 9. Juli 2015 4 Wochen | 4                                    | Major Lazer & DJ Snake feat. Mø      | Lean On Thomas Wesley Pentz, Karen Marie Ørsted, William Grigahcine, Philip Meckseper                                                                | – |
| 10. Juli 2015 – 6. August 2015 4 Wochen | 4                                    | Lost Frequencies                     | Are You with Me Tommy Lee James, Shane McAnally, Terry McBride                                                                                       | – |
| 7. August 2015 – 13. August 2015 1 Woche | 1                                    | One Direction                        | Drag Me Down John Ryan, Julian Bunetta, Jamie Scott                                                                                                  | – |
| 14. August 2015 – 20. August 2015 1 Woche | 1                                    | Charlie Puth feat. Meghan Trainor    | Marvin Gaye Charlie Puth, Julie Frost, Jacob Elisha Luttrell, Nick Seeley                                                                            | – |
| 21. August 2015 – 3. September 2015 2 Wochen | 2                                    | The Weeknd                           | Can’t Feel My Face Max Martin, Savan Kotecha, Peter Svensson, Ali Payami, Abel Tesfaye                                                               | – |
| 4. September 2015 – 22. Oktober 2015 7 Wochen | 7                                    | Justin Bieber                        | What Do You Mean? Jason Boyd, Mason Levy, Justin Bieber                                                                                              | – |
| 23. Oktober 2015 – 29. Oktober 2015 1 Woche | 1                                    | One Direction                        | Perfect John Ryan, Julian Bunetta, Jacob Kasher, Harry Styles, Louis Tomlinson, Jesse Shatkin, Maureen Anne McDonald                                 | – |
| 30. Oktober 2015 – 26. November 2015 4 Wochen | 4                                    | Adele                                | Hello Greg Kurstin, Adele Adkins | – |
| 27. November 2015 – 10. Dezember 2015 2 Wochen | 2                                    | Justin Bieber                        | Sorry Justin Bieber, Sonny Moore, Justin Tranter, Julia Michaels, Michael Tucker                                                                     | – |
| 11. Dezember 2015 – 4. Februar 2016 8 Wochen | 8                                    | Justin Bieber                        | Love Yourself Benjamin Levin, Justin Bieber, Ed Sheeran                                                                                              | – |

## Alben
| ← 2014 ← | Liste der Nummer-eins-Hits in Irland | Liste der Nummer-eins-Hits in Irland | Liste der Nummer-eins-Hits in Irland | 2016 → |
| \| Zeitraum \| Wo. ges. \| Interpret \| Titel \| Zusätzliche Informationen \| \| (Zeitraum, Wochen auf Platz eins, Interpret, Titel, zusätzliche Informationen) \| \| \| \| \| \| ------------------------------------------------------------------------------ \| -------- \| ---------------------------------- \| -------------------------------- \| ------------------------------------------------------------------------------------------------------------------------------------------------ \| \| 5. Dezember 2014 – 21. Januar 2015 7 Wochen (insgesamt 20) \| 20 \| Ed Sheeran \| × \| – \| \| 22. Januar 2015 – 28. Januar 2015 1 Woche (insgesamt 8) \| 8 \| Hozier \| Hozier \| – \| \| 29. Januar 2015 – 5. Februar 2015 1 Woche (insgesamt 20) \| 20 \| Ed Sheeran \| × \| – \| \| 6. Februar 2015 – 12. Februar 2015 1 Woche \| 1 \| Bob Dylan \| Shadows in the Night \| – \| \| 13. Februar 2015 – 19. Februar 2015 1 Woche \| 1 \| Kodaline \| Coming Up for Air \| – \| \| 20. Februar 2015 – 26. Februar 2015 1 Woche \| 1 \| Sam Smith \| In the Lonely Hour \| – \| \| 27. Februar 2015 – 5. März 2015 1 Woche (insgesamt 20) \| 20 \| Ed Sheeran \| × \| – \| \| 6. März 2015 – 12. März 2015 1 Woche \| 1 \| Noel Gallagher’s High Flying Birds \| Chasing Yesterday \| – \| \| 13. März 2015 – 19. März 2015 1 Woche (insgesamt 20) \| 20 \| Ed Sheeran \| × \| – \| \| 20. März 2015 – 26. März 2015 1 Woche (insgesamt 8) \| 8 \| Hozier \| Hozier \| – \| \| 27. März 2015 – 9. April 2015 2 Wochen \| 2 \| James Bay \| Chaos and the Calm \| – \| \| 10. April 2015 – 16. April 2015 1 Woche (insgesamt 8) \| 8 \| Hozier \| Hozier \| – \| \| 17. April 2015 – 23. April 2015 1 Woche \| 1 \| Villagers \| Darling Arithmetic \| – \| \| 24. April 2015 – 30. April 2015 1 Woche \| 1 \| Ham Sandwich \| Stories from the Surface \| – \| \| 1. Mai 2015 – 7. Mai 2015 1 Woche \| 1 \| Blur \| The Magic Whip \| – \| \| 8. Mai 2015 – 14. Mai 2015 1 Woche \| 1 \| Mumford & Sons \| Wilder Mind \| – \| \| 15. Mai 2015 – 4. Juni 2015 3 Wochen \| 3 \| Nathan Carter \| Beautiful Life \| – \| \| 5. Juni 2015 – 11. Juni 2015 1 Woche (insgesamt 3) \| 3 \| Florence + the Machine \| How Big, How Blue, How Beautiful \| – \| \| 12. Juni 2015 – 18. Juni 2015 1 Woche \| 1 \| Muse \| Drones \| – \| \| 19. Juni 2015 – 2. Juli 2015 2 Wochen (insgesamt 3) \| 3 \| Florence + the Machine \| How Big, How Blue, How Beautiful \| – \| \| 3. Juli 2015 – 16. Juli 2015 2 Wochen (insgesamt 4) \| 4 \| Taylor Swift \| 1989 \| – \| \| 17. Juli 2015 – 23. Juli 2015 1 Woche \| 1 \| Years & Years \| Communion \| – \| \| 24. Juli 2015 – 13. August 2015 3 Wochen (insgesamt 20) \| 20 \| Ed Sheeran \| × \| – \| \| 14. August 2015 – 20. August 2015 1 Woche \| 1 \| Dr. Dre \| Compton: A Soundtrack by Dr. Dre \| – \| \| 21. August 2015 – 27. August 2015 1 Woche (insgesamt 20) \| 20 \| Ed Sheeran \| × \| – \| \| 28. August 2015 – 3. September 2015 1 Woche \| 1 \| The Strypes \| Little Victories \| − \| \| 4. September 2015 – 10. September 2015 1 Woche \| 1 \| Ryan Sheridan \| Here and Now \| – \| \| 11. September 2015 – 17. September 2015 1 Woche \| 1 \| Derek Ryan \| One Good Night \| – \| \| 18. September 2015 – 24. September 2015 1 Woche (insgesamt 20) \| 20 \| Ed Sheeran \| × \| – \| \| 25. September 2015 – 1. Oktober 2015 1 Woche \| 1 \| Lana Del Rey \| Honeymoon \| 2012 war das Debütalbum der US-Sängerin bereits auf Platz eins gewesen, wohingegen das zweite Album Ultraviolence nur Platz zwei erreicht hatte. \| \| 2. Oktober 2015 – 8. Oktober 2015 1 Woche \| 1 \| Shane Filan \| Right Here \| Der Westlife-Sänger gab vor zwei Jahren sein Solodebüt auf Platz drei. \| \| 9. Oktober 2015 – 22. Oktober 2015 2 Wochen \| 2 \| Keywest \| Joyland \| Für die Straßenmusiker aus Dublin war es die erste Topplatzierung mit dem zweiten Chartalbum. \| \| 23. Oktober 2015 – 29. Oktober 2015 1 Woche (insgesamt 20) \| 20 \| Ed Sheeran \| × \| – \| \| 30. Oktober 2015 – 5. November 2015 1 Woche \| 1 \| 5 Seconds of Summer \| Sounds Good, Feels Good \| – \| \| 6. November 2015 – 12. November 2015 1 Woche (insgesamt 20) \| 20 \| Ed Sheeran \| × \| – \| \| 13. November 2015 – 19. November 2015 1 Woche \| 1 \| Little Mix \| Get Weird \| – \| \| 20. November 2015 – 26. November 2015 1 Woche \| 1 \| One Direction \| Made in the A. M. \| – \| \| 27. November 2015 – 7. Januar 2016 6 Wochen (insgesamt 14) \| 14 \| Adele \| 25 \| – \| |                                      |                                      |                                      | |
| ← 2014 |                                      |                                      |                                      | → 2016 → |
| Zeitraum | Wo. ges.                             | Interpret                            | Titel                                | Zusätzliche Informationen |
| (Zeitraum, Wochen auf Platz eins, Interpret, Titel, zusätzliche Informationen) |                                      |                                      |                                      | |
| 5. Dezember 2014 – 21. Januar 2015 7 Wochen (insgesamt 20) | 20                                   | Ed Sheeran                           | ×                                    | – |
| 22. Januar 2015 – 28. Januar 2015 1 Woche (insgesamt 8) | 8                                    | Hozier                               | Hozier                               | – |
| 29. Januar 2015 – 5. Februar 2015 1 Woche (insgesamt 20) | 20                                   | Ed Sheeran                           | ×                                    | – |
| 6. Februar 2015 – 12. Februar 2015 1 Woche | 1                                    | Bob Dylan                            | Shadows in the Night                 | – |
| 13. Februar 2015 – 19. Februar 2015 1 Woche | 1                                    | Kodaline                             | Coming Up for Air                    | – |
| 20. Februar 2015 – 26. Februar 2015 1 Woche | 1                                    | Sam Smith                            | In the Lonely Hour                   | – |
| 27. Februar 2015 – 5. März 2015 1 Woche (insgesamt 20) | 20                                   | Ed Sheeran                           | ×                                    | – |
| 6. März 2015 – 12. März 2015 1 Woche | 1                                    | Noel Gallagher’s High Flying Birds   | Chasing Yesterday                    | – |
| 13. März 2015 – 19. März 2015 1 Woche (insgesamt 20) | 20                                   | Ed Sheeran                           | ×                                    | – |
| 20. März 2015 – 26. März 2015 1 Woche (insgesamt 8) | 8                                    | Hozier                               | Hozier                               | – |
| 27. März 2015 – 9. April 2015 2 Wochen | 2                                    | James Bay                            | Chaos and the Calm                   | – |
| 10. April 2015 – 16. April 2015 1 Woche (insgesamt 8) | 8                                    | Hozier                               | Hozier                               | – |
| 17. April 2015 – 23. April 2015 1 Woche | 1                                    | Villagers                            | Darling Arithmetic                   | – |
| 24. April 2015 – 30. April 2015 1 Woche | 1                                    | Ham Sandwich                         | Stories from the Surface             | – |
| 1. Mai 2015 – 7. Mai 2015 1 Woche | 1                                    | Blur                                 | The Magic Whip                       | – |
| 8. Mai 2015 – 14. Mai 2015 1 Woche | 1                                    | Mumford & Sons                       | Wilder Mind                          | – |
| 15. Mai 2015 – 4. Juni 2015 3 Wochen | 3                                    | Nathan Carter                        | Beautiful Life                       | – |
| 5. Juni 2015 – 11. Juni 2015 1 Woche (insgesamt 3) | 3                                    | Florence + the Machine               | How Big, How Blue, How Beautiful     | – |
| 12. Juni 2015 – 18. Juni 2015 1 Woche | 1                                    | Muse                                 | Drones                               | – |
| 19. Juni 2015 – 2. Juli 2015 2 Wochen (insgesamt 3) | 3                                    | Florence + the Machine               | How Big, How Blue, How Beautiful     | – |
| 3. Juli 2015 – 16. Juli 2015 2 Wochen (insgesamt 4) | 4                                    | Taylor Swift                         | 1989                                 | – |
| 17. Juli 2015 – 23. Juli 2015 1 Woche | 1                                    | Years & Years                        | Communion                            | – |
| 24. Juli 2015 – 13. August 2015 3 Wochen (insgesamt 20) | 20                                   | Ed Sheeran                           | ×                                    | – |
| 14. August 2015 – 20. August 2015 1 Woche | 1                                    | Dr. Dre                              | Compton: A Soundtrack by Dr. Dre     | – |
| 21. August 2015 – 27. August 2015 1 Woche (insgesamt 20) | 20                                   | Ed Sheeran                           | ×                                    | – |
| 28. August 2015 – 3. September 2015 1 Woche | 1                                    | The Strypes                          | Little Victories                     | − |
| 4. September 2015 – 10. September 2015 1 Woche | 1                                    | Ryan Sheridan                        | Here and Now                         | – |
| 11. September 2015 – 17. September 2015 1 Woche | 1                                    | Derek Ryan                           | One Good Night                       | – |
| 18. September 2015 – 24. September 2015 1 Woche (insgesamt 20) | 20                                   | Ed Sheeran                           | ×                                    | – |
| 25. September 2015 – 1. Oktober 2015 1 Woche | 1                                    | Lana Del Rey                         | Honeymoon                            | 2012 war das Debütalbum der US-Sängerin bereits auf Platz eins gewesen, wohingegen das zweite Album Ultraviolence nur Platz zwei erreicht hatte. |
| 2. Oktober 2015 – 8. Oktober 2015 1 Woche | 1                                    | Shane Filan                          | Right Here                           | Der Westlife-Sänger gab vor zwei Jahren sein Solodebüt auf Platz drei.                                                                           |
| 9. Oktober 2015 – 22. Oktober 2015 2 Wochen | 2                                    | Keywest                              | Joyland                              | Für die Straßenmusiker aus Dublin war es die erste Topplatzierung mit dem zweiten Chartalbum.                                                    |
| 23. Oktober 2015 – 29. Oktober 2015 1 Woche (insgesamt 20) | 20                                   | Ed Sheeran                           | ×                                    | – |
| 30. Oktober 2015 – 5. November 2015 1 Woche | 1                                    | 5 Seconds of Summer                  | Sounds Good, Feels Good              | – |
| 6. November 2015 – 12. November 2015 1 Woche (insgesamt 20) | 20                                   | Ed Sheeran                           | ×                                    | – |
| 13. November 2015 – 19. November 2015 1 Woche | 1                                    | Little Mix                           | Get Weird                            | – |
| 20. November 2015 – 26. November 2015 1 Woche | 1                                    | One Direction                        | Made in the A. M.                    | – |
| 27. November 2015 – 7. Januar 2016 6 Wochen (insgesamt 14) | 14                                   | Adele                                | 25                                   | – |

## Jahreshitparaden
| ← 2014 ← | Liste der Nummer-eins-Hits in Irland | Liste der Nummer-eins-Hits in Irland                        | Liste der Nummer-eins-Hits in Irland | 2016 →   |
| \| Singles \| Position# \| Alben \| \| ---------------------------------------------------------------------------------------------------------------------- \| --------- \| ----------------------------------------------------------- \| \| Uptown Funk! Mark Ronson feat. Bruno Mars Mark Ronson, Jeff Bhasker, Bruno Mars, Philip Lawrence \| 1 \| 25 Adele \| \| Cheerleader (Felix Jaehn Remix) Omi Omar Samuel Pasley, Clifton Dillon, Mark Bradford, Ryan Dillon, Sly Dunbar \| 2 \| × Ed Sheeran \| \| Lean On Major Lazer & DJ Snake feat. Mø Thomas Wesley Pentz, Karen Marie Ørsted, William Grigahcine, Philip Meckseper \| 3 \| Hozier \| \| Thinking Out Loud Ed Sheeran Edward Sheeran, Amy Wadge \| 4 \| Purpose Justin Bieber \| \| See You Again Wiz Khalifa feat. Charlie Puth Justin Franks, Cameron Thomaz, Andrew Cedar, Charles Puth \| 5 \| Now That’s What I Call Music! 92 (Verschiedene Interpreten) \| \| Love Me like You Do Ellie Goulding Max Martin, Savan Kotecha, Ali Payami, Tove Nilsson, Ilya Salmanzadeh \| 6 \| In the Lonely Hour Sam Smith \| \| Hello Adele Greg Kurstin, Adele Adkins \| 7 \| 1989 Taylor Swift \| \| Shut Up and Dance Walk the Moon Benjamin Berger, Ryan McMahon, Eli Maiman, Nicholas Petricca, Kevin Ray, Sean Waugaman \| 8 \| Coming Up for Air Kodaline \| \| What Do You Mean? Justin Bieber Jason Boyd, Mason Levy, Justin Bieber \| 9 \| Now That’s What I Call Music! 90 (Verschiedene Interpreten) \| \| Firestone Kygo feat. Conrad Conrad Sewell, Kyrre Gørvell-Dahll \| 10 \| Beautiful Life at Christmas Nathan Carter \| |                                      |                                                             |                                      |          |
| ← 2014 |                                      |                                                             |                                      | → 2016 → |
| Singles | Position#                            | Alben                                                       |                                      |          |
| Uptown Funk! Mark Ronson feat. Bruno Mars Mark Ronson, Jeff Bhasker, Bruno Mars, Philip Lawrence | 1                                    | 25 Adele                                                    |                                      |          |
| Cheerleader (Felix Jaehn Remix) Omi Omar Samuel Pasley, Clifton Dillon, Mark Bradford, Ryan Dillon, Sly Dunbar | 2                                    | × Ed Sheeran                                                |                                      |          |
| Lean On Major Lazer & DJ Snake feat. Mø Thomas Wesley Pentz, Karen Marie Ørsted, William Grigahcine, Philip Meckseper | 3                                    | Hozier                                                      |                                      |          |
| Thinking Out Loud Ed Sheeran Edward Sheeran, Amy Wadge | 4                                    | Purpose Justin Bieber                                       |                                      |          |
| See You Again Wiz Khalifa feat. Charlie Puth Justin Franks, Cameron Thomaz, Andrew Cedar, Charles Puth | 5                                    | Now That’s What I Call Music! 92 (Verschiedene Interpreten) |                                      |          |
| Love Me like You Do Ellie Goulding Max Martin, Savan Kotecha, Ali Payami, Tove Nilsson, Ilya Salmanzadeh | 6                                    | In the Lonely Hour Sam Smith                                |                                      |          |
| Hello Adele Greg Kurstin, Adele Adkins | 7                                    | 1989 Taylor Swift                                           |                                      |          |
| Shut Up and Dance Walk the Moon Benjamin Berger, Ryan McMahon, Eli Maiman, Nicholas Petricca, Kevin Ray, Sean Waugaman | 8                                    | Coming Up for Air Kodaline                                  |                                      |          |
| What Do You Mean? Justin Bieber Jason Boyd, Mason Levy, Justin Bieber | 9                                    | Now That’s What I Call Music! 90 (Verschiedene Interpreten) |                                      |          |
| Firestone Kygo feat. Conrad Conrad Sewell, Kyrre Gørvell-Dahll | 10                                   | Beautiful Life at Christmas Nathan Carter                   |                                      |          |